# Balduinstein
Balduinstein je obec v německé spolkové zemi Porýní-Falc, v zemském okrese Rýn-Lahn. V 2014 zde žilo 573 obyvatel.

## Poloha obce
Sousední obce jsou: Altendiez, Birlenbach, Cramberg, Diez, Langenscheid, Schönborn a Wasenbach.